# Corinna bulbosa
Corinna bulbosa là một loài nhện trong họ Corinnidae.
Loài này thuộc chi Corinna. Corinna bulbosa được Frederick Octavius Pickard-Cambridge miêu tả năm 1899.